# Дејвидсон (Саскачеван)
Дејвидсон (енгл. Davidson) је варошица у централном делу канадске провинције Саскачеван. Налази се на деоници аутопута 11 на око 104 км југоисточно од највећег града провинције Саскатуна, односно на пола пута између Саскатуна и Реџајне.

## Историја
Насеље Дејвидсон развило се из одмаралишта на железничкој прузи која је повезивала Реџајну и Саскатун, а које је основао канадски истраживач пуковник Ендру Дејвидсон по којем је ново насеље и добило име. Дејвидсон је локалитет рекламирао и на подручју САД, а први досељеници стигли су већ 1902. године. Већ 1906. у насељу је живело преко 500 становника, а исте године административно је уређено као варошица (само две године раније имало је статус села и дупло мање становника). Због свог централног положаја између великих градова убрзо је добило надимак The Midway Town или Централна варош.

## Демографија
Према резултатима пописа становништва из 2011. у варошици је живело 1.025 становника у 517 домаћинстава, што је за 7% више у односу на 958 житеља колико је регистровано 
приликом пописа 2006. године.
| 2001. | 2006. | 2011. |
| ----- | ----- | ----- |
| 1.035 | 958   | 1.025 |

## Привреда
Поред пољопривреде која је основна привредна делатност у насељу, важну улогу игра и трговина, али и туризам превасходно захваљујући близини вештачког језера Дифенбејкер и језера Ласт Маунтин. 